# Ólafur Þór Gunnarsson
Ólafur Þór Gunnarsson (ur. 25 października 1977) – islandzki piłkarz grający na pozycji bramkarza.

## Kariera klubowa
Gunnarsson jest wychowankiem klubu IR Kópavogur. W 1999 roku przeniósł się do występującego w ekstraklasie islandzkiej Akraness. Kolejnymi drużynami, w których grał Gunnarsson były: Valur Reykjavík, Hafnarfjarðar, Þróttur, IR Kópavogur, ponownie Þróttur, Fylkir i po raz trzeci Þróttur. Od 2012 roku jest piłkarzem klubu Valur Reykjavík.

## Kariera reprezentacyjna
Gunnarsson w reprezentacji Islandii zadebiutował 7 marca 2002 roku w towarzyskim meczu przeciwko Brazylii. Na boisku pojawił się w 84 minucie. Do tej pory w kadrze rozegrał jeden mecz (stan na 7 czerwca 2013).
| Mecze i gole w reprezentacji | Mecze i gole w reprezentacji | Mecze i gole w reprezentacji | Mecze i gole w reprezentacji | Mecze i gole w reprezentacji | Mecze i gole w reprezentacji | Mecze i gole w reprezentacji |
| #                            | Data                         | Stadion                      | Rywal                        | Wynik                        | Gol                          | Rozgrywki                    |
| 2002                         | 2002                         | 2002                         | 2002                         | 2002                         | 2002                         | 2002                         |
| ---------------------------- | ---------------------------- | ---------------------------- | ---------------------------- | ---------------------------- | ---------------------------- | ---------------------------- |
| 1.                           | 07.03.2002                   | Cuiabá, Brazylia             | Brazylia                     | 1:6                          | 0                            | towarzyski                   |

## Sukcesy
- Mistrz Islandii: 2001 (Akranes); 2005 (FH)
- Puchar Islandii: 2000 (Akranes); 2005 (Valur)
- Puchar Ligi Islandzkiej: 1999 (Akranes)
- Superpuchar Islandii: 2005 (Valur)